# Lori Melien
Lori Melien (Calgary, 11 maggio 1972) è un'ex nuotatrice canadese.
Specializzata nel dorso ha vinto la medaglia di bronzo nella staffetta 4x100 m misti alle Olimpiadi di Seoul 1988.

## Palmarès
- Olimpiadi

1988 - Seul: bronzo nella staffetta 4x100 m mx.